# Saison 1994-1995 de la LIH
Saison précédente Saison suivante
La Saison 1994-1995 est la cinquantième saison de la ligue internationale de hockey.
Les Grizzlies de Denver remportent la Coupe Turner en battant les Blades de Kansas City en série éliminatoire.

## Saison régulière

Logo du de la ligue

La LIH est en plein essor, 18 équipes s'aligneront à la ligue cette saison, soit le plus haut nombre d'équipes depuis la création de la ligue en 1945. Quatre nouvelles équipes joignent la ligue, soit les Wolves de Chicago, les Grizzlies de Denver, les Aeros de Houston et le Moose du Minnesota. De leur côté, les Golden Eagles de Salt Lake déménage pour devenir les Vipers de Détroit.
La tournée de la saison précédente des Russian Penguins ayant connu un fort succès, la LIH réitère la formule à nouveau durant cette saison, accueillant cette fois les Soviet Wings, équipe de Russie qui est appelé à prendre part à une rencontres contre chaque formations de la LIH, pour un total de 17 rencontres.
La ligue ré-organise encore une fois ses divisions, restant au nombre de quatre, celles-ci sont maintenant connues sous les noms de Centrale, Mid-Ouest, Nord et Sud.

### Classement de la saison régulière
Pour les significations des abréviations, voir Statistiques du hockey sur glace.
| Équipe                | PJ | V  | D  | N | DP | PTS | Bp  | Bc  |
| --------------------- | -- | -- | -- | - | -- | --- | --- | --- |
| Admirals de Milwaukee | 81 | 44 | 27 | 0 | 10 | 98  | 317 | 298 |
| Aeros de Houston      | 81 | 38 | 35 | 0 | 8  | 84  | 272 | 283 |
| Knights d'Atlanta     | 81 | 39 | 37 | 0 | 5  | 83  | 279 | 296 |
| Moose du Minnesota    | 81 | 34 | 35 | 0 | 12 | 80  | 271 | 336 |
| Blades de Kansas City | 81 | 35 | 40 | 0 | 6  | 76  | 277 | 300 |

| Équipe                 | PJ | V  | D  | N | DP | PTS | Bp  | Bc  |
| ---------------------- | -- | -- | -- | - | -- | --- | --- | --- |
| Rivermen de Peoria     | 81 | 51 | 19 | 0 | 5  | 113 | 311 | 245 |
| Cyclones de Cincinnati | 81 | 49 | 22 | 0 | 10 | 113 | 305 | 272 |
| Komets de Fort Wayne   | 81 | 34 | 39 | 0 | 8  | 76  | 296 | 324 |
| Ice d'Indianapolis     | 81 | 32 | 41 | 0 | 8  | 72  | 273 | 330 |

| Équipe                   | PJ | V  | D  | N | DP | PTS | Bp  | Bc  |
| ------------------------ | -- | -- | -- | - | -- | --- | --- | --- |
| Vipers de Détroit        | 81 | 48 | 27 | 0 | 6  | 102 | 311 | 273 |
| Wings de Kalamazoo       | 81 | 43 | 24 | 0 | 14 | 100 | 288 | 249 |
| Wolves de Chicago        | 81 | 34 | 30 | 0 | 14 | 82  | 261 | 306 |
| Lumberjacks de Cleveland | 81 | 34 | 37 | 0 | 10 | 78  | 306 | 339 |

| Équipe                 | PJ | V  | D  | N | DP | PTS | Bp  | Bc  |
| ---------------------- | -- | -- | -- | - | -- | --- | --- | --- |
| Grizzlies de Denver    | 81 | 57 | 18 | 0 | 6  | 120 | 339 | 235 |
| Thunder de Las Vegas   | 81 | 46 | 30 | 0 | 5  | 97  | 328 | 278 |
| Roadrunners de Phoenix | 81 | 41 | 26 | 0 | 14 | 96  | 325 | 310 |
| Gulls de San Diego     | 81 | 37 | 36 | 0 | 8  | 82  | 268 | 301 |
| Soviet Wings           | 17 | 1  | 14 | 0 | 2  | 4   | 37  | 89  |

### Meilleurs pointeurs
Nota : PJ = Parties Jouées, B  = Buts, A = Aides, Pts = Points
| Joueur           | Équipe       | PJ | B  | A  | Pts |
| ---------------- | ------------ | -- | -- | -- | --- |
| Stéphane Morin   | Minnesota    | 81 | 33 | 81 | 114 |
| Dave Tomlinson   | Cincinnati   | 78 | 38 | 72 | 110 |
| Rob Brown        | Phoenix      | 69 | 34 | 73 | 107 |
| Kip Miller       | Denver       | 71 | 46 | 60 | 106 |
| Yanic Perreault  | Phoenix      | 68 | 51 | 48 | 99  |
| Hubie McDonough  | San Diego    | 80 | 43 | 55 | 98  |
| Steve Maltais    | Chicago      | 79 | 57 | 40 | 97  |
| Paul Lawless     | Cincinnati   | 64 | 44 | 52 | 96  |
| Patrice Lefebvre | Las Vegas    | 75 | 32 | 62 | 94  |
| Craig Fisher     | Indianapolis | 77 | 53 | 40 | 93  |

## Séries éliminatoires
Modification de la formule des séries. Lors des huitième de finale, huit séries 3 de 7 auront lieu.
|  | Huitièmes de finale      | Huitièmes de finale    |                        |   | Quarts de finale | Quarts de finale |  |  | Demi-finales | Demi-finales |  |  | Finale | Finale |
|  | Huitièmes de finale      | Huitièmes de finale    |                        |   | Quarts de finale | Quarts de finale |  |  | Demi-finales | Demi-finales |  |  | Finale | Finale |
|  |                          |                        |                        |   |                  |                  |  |  |              |              |  |  |        |        |
|  |                          |                        |                        |   |                  |                  |  |  |              |              |  |  |        |        |
|  |                          |                        |                        |   |                  |                  |  |  |              |              |  |  |        |        |
|  | Rivermen de Peoria       | 3                      |                        |   |                  |                  |  |  |              |              |  |  |        |        |
|  | Rivermen de Peoria       | 3                      |                        |   |                  |                  |  |  |              |              |  |  |        |        |
|  | Komets de Fort Wayne     | 1                      |                        |   |                  |                  |  |  |              |              |  |  |        |        |
|  | Komets de Fort Wayne     | 1                      | Rivermen de Peoria     | 1 |                  |                  |  |  |              |              |  |  |        |        |
|  |                          |                        | Rivermen de Peoria     | 1 |                  |                  |  |  |              |              |  |  |        |        |
|  |                          | Blades de Kansas City  | 4                      |   |                  |                  |  |  |              |              |  |  |        |        |
|  | Blades de Kansas City    | Blades de Kansas City  | 4                      | 3 |                  |                  |  |  |              |              |  |  |        |        |
|  | Blades de Kansas City    |                        |                        | 3 |                  |                  |  |  |              |              |  |  |        |        |
|  | Vipers de Détroit        | 2                      |                        |   |                  |                  |  |  |              |              |  |  |        |        |
|  | Vipers de Détroit        | 2                      | Blades de Kansas City  | 4 |                  |                  |  |  |              |              |  |  |        |        |
|  |                          |                        | Blades de Kansas City  | 4 |                  |                  |  |  |              |              |  |  |        |        |
|  |                          | Wings de Kalamazoo     | 3                      |   |                  |                  |  |  |              |              |  |  |        |        |
|  | Cyclones de Cincinnati   | Wings de Kalamazoo     | 3                      | 3 |                  |                  |  |  |              |              |  |  |        |        |
|  | Cyclones de Cincinnati   |                        |                        | 3 |                  |                  |  |  |              |              |  |  |        |        |
|  | Lumberjacks de Cleveland | 2                      |                        |   |                  |                  |  |  |              |              |  |  |        |        |
|  | Lumberjacks de Cleveland | 2                      | Cyclones de Cincinnati | 2 |                  |                  |  |  |              |              |  |  |        |        |
|  |                          |                        | Cyclones de Cincinnati | 2 |                  |                  |  |  |              |              |  |  |        |        |
|  |                          | Wings de Kalamazoo     | 4                      |   |                  |                  |  |  |              |              |  |  |        |        |
|  | Wolves de Chicago        | Wings de Kalamazoo     | 4                      | 0 |                  |                  |  |  |              |              |  |  |        |        |
|  | Wolves de Chicago        |                        |                        | 0 |                  |                  |  |  |              |              |  |  |        |        |
|  | Wings de Kalamazoo       | 3                      |                        |   |                  |                  |  |  |              |              |  |  |        |        |
|  | Wings de Kalamazoo       | 3                      | Blades de Kansas City  | 0 |                  |                  |  |  |              |              |  |  |        |        |
|  |                          |                        | Blades de Kansas City  | 0 |                  |                  |  |  |              |              |  |  |        |        |
|  |                          | Grizzlies de Denver    | 4                      |   |                  |                  |  |  |              |              |  |  |        |        |
|  | Grizzlies de Denver      | Grizzlies de Denver    | 4                      | 3 |                  |                  |  |  |              |              |  |  |        |        |
|  | Grizzlies de Denver      |                        |                        | 3 |                  |                  |  |  |              |              |  |  |        |        |
|  | Moose du Minnesota       | 0                      |                        |   |                  |                  |  |  |              |              |  |  |        |        |
|  | Moose du Minnesota       | 0                      | Grizzlies de Denver    | 4 |                  |                  |  |  |              |              |  |  |        |        |
|  |                          |                        | Grizzlies de Denver    | 4 |                  |                  |  |  |              |              |  |  |        |        |
|  |                          | Roadrunners de Phoenix | 1                      |   |                  |                  |  |  |              |              |  |  |        |        |
|  | Roadrunners de Phoenix   | Roadrunners de Phoenix | 1                      | 3 |                  |                  |  |  |              |              |  |  |        |        |
|  | Roadrunners de Phoenix   |                        |                        | 3 |                  |                  |  |  |              |              |  |  |        |        |
|  | Aeros de Houston         | 1                      |                        |   |                  |                  |  |  |              |              |  |  |        |        |
|  | Aeros de Houston         | 1                      | Grizzlies de Denver    | 4 |                  |                  |  |  |              |              |  |  |        |        |
|  |                          |                        | Grizzlies de Denver    | 4 |                  |                  |  |  |              |              |  |  |        |        |
|  |                          | Admirals de Milwaukee  | 1                      |   |                  |                  |  |  |              |              |  |  |        |        |
|  | Admirals de Milwaukee    | Admirals de Milwaukee  | 1                      | 3 |                  |                  |  |  |              |              |  |  |        |        |
|  | Admirals de Milwaukee    |                        |                        | 3 |                  |                  |  |  |              |              |  |  |        |        |
|  | Gulls de San Diego       | 2                      |                        |   |                  |                  |  |  |              |              |  |  |        |        |
|  | Gulls de San Diego       | 2                      | Admirals de Milwaukee  | 4 |                  |                  |  |  |              |              |  |  |        |        |
|  |                          |                        | Admirals de Milwaukee  | 4 |                  |                  |  |  |              |              |  |  |        |        |
|  |                          | Thunder de Las Vegas   | 1                      |   |                  |                  |  |  |              |              |  |  |        |        |
|  | Thunder de Las Vegas     | Thunder de Las Vegas   | 1                      | 3 |                  |                  |  |  |              |              |  |  |        |        |
|  | Thunder de Las Vegas     |                        |                        | 3 |                  |                  |  |  |              |              |  |  |        |        |
|  | Knights d'Atlanta        | 2                      |                        |   |                  |                  |  |  |              |              |  |  |        |        |
|  | Knights d'Atlanta        | 2                      |                        |   |                  |                  |  |  |              |              |  |  |        |        |

### Huitième de finale
| Date     | Visiteur   | Pointage | Receveur   |
| -------- | ---------- | -------- | ---------- |
| 13 avril | Peoria     | 10-4     | Fort Wayne |
| 17 avril | Fort Wayne | 3-4      | Peoria     |
| 21 avril | Peoria     | 5-2      | Fort Wayne |
| 23 avril | Peoria     | 5-2      | Fort Wayne |

Les Rivermen de Peoria remportent la série 3 à 1.
| Date     | Visiteur    | Pointage | Receveur    |
| -------- | ----------- | -------- | ----------- |
| 13 avril | Kansas City | 1-3      | Détroit     |
| 17 avril | Kansas City | 3-2 (P)  | Détroit     |
| 21 avril | Détroit     | 2-1 (P)  | Kansas City |
| 22 avril | Détroit     | 1-5      | Kansas City |
| 25 avril | Kansas City | 4-3      | Détroit     |

Les Blades de Kansas City remportent la série 3 à 2.
| Date     | Visiteur   | Pointage | Receveur   |
| -------- | ---------- | -------- | ---------- |
| 14 avril | Cleveland  | 4-5 (P)  | Cincinnati |
| 15 avril | Cleveland  | 3-2 (P)  | Cincinnati |
| 20 avril | Cincinnati | 5-3      | Cleveland  |
| 23 avril | Cincinnati | 6-5 (P)  | Cleveland  |

Les Cyclones de Cincinnati remportent la série 3 à 2.
| Date     | Visiteur  | Pointage | Receveur  |
| -------- | --------- | -------- | --------- |
| 12 avril | Chicago   | 2-4      | Kalamazoo |
| 15 avril | Chicago   | 2-3      | Kalamazoo |
| 22 avril | Kalamazoo | 9-5      | Chicago   |

Les Wings de Kalamazoo remportent la série 3 à 0.
| Date     | Visiteur  | Pointage | Receveur  |
| -------- | --------- | -------- | --------- |
| 13 avril | Minnesota | 0-6      | Denver    |
| 15 avril | Minnesota | 2-9      | Denver    |
| 21 avril | Denver    | 4-2      | Minnesota |

Les Grizzlies de Denver remportent la série 3 à 0.
| Date     | Visiteur  | Pointage | Receveur  |
| -------- | --------- | -------- | --------- |
| 14 avril | San Diego | 3-2 (P)  | Milwaukee |
| 15 avril | San Diego | 2-3      | Milwaukee |
| 17 avril | Milwaukee | 3-2      | San Diego |
| 18 avril | Milwaukee | 3-4 (P)  | San Diego |
| 22 avril | San Diego | 0-5      | Milwaukee |

Les Admirals de Milwaukee remportent la série 3 à 2.
| Date     | Visiteur  | Pointage | Receveur  |
| -------- | --------- | -------- | --------- |
| 12 avril | Atlanta   | 3-8      | Las Vegas |
| 14 avril | Atlanta   | 2-5      | Las Vegas |
| 20 avril | Las Vegas | 1-7      | Atlanta   |
| 24 avril | Las Vegas | 3-6      | Atlanta   |
| 26 avril | Atlanta   | 1-2      | Las Vegas |

Les Thunder de Las Vegas remportent la série 3 à 2.
| Date     | Visiteur | Pointage | Receveur |
| -------- | -------- | -------- | -------- |
| 13 avril | Houston  | 4-6      | Phoenix  |
| 15 avril | Houston  | 1-9      | Phoenix  |
| 21 avril | Phoenix  | 4-5      | Houston  |
| 22 avril | Phoenix  | 3-2 (P)  | Houston  |

Les Roadrunners de Phoenix remportent la série 3 à 1.

### Quarts de Finale
| Date     | Visiteur    | Pointage | Receveur    |
| -------- | ----------- | -------- | ----------- |
| 28 avril | Kansas City | 4-3      | Peoria      |
| 30 avril | Kansas City | 1-0 (P)  | Peoria      |
| 2 mai    | Peoria      | 1-6      | Kansas City |
| 4 mai    | Peoria      | 6-5 (P)  | Kansas City |
| 6 mai    | Peoria      | 3-4 (P)  | Kansas City |

Les Blades de Kansas City remportent la série 4 à 1.
| Date     | Visiteur   | Pointage | Receveur   |
| -------- | ---------- | -------- | ---------- |
| 28 avril | Kalamazoo  | 5-2      | Cincinnati |
| 29 avril | Kalamazoo  | 2-0      | Cincinnati |
| 3 mai    | Cincinnati | 3-1      | Kalamazoo  |
| 5 mai    | Cincinnati | 3-2      | Kalamazoo  |
| 6 mai    | Cincinnati | 4-5 (P)  | Kalamazoo  |
| 9 mai    | Kalamazoo  | 4-3 (P)  | Cincinnati |

Les Wings de Kalamazoo remportent la série 4 à 2.
| Date     | Visiteur | Pointage | Receveur |
| -------- | -------- | -------- | -------- |
| 28 avril | Phoenix  | 2-6      | Denver   |
| 29 avril | Phoenix  | 1-4      | Denver   |
| 3 mai    | Denver   | 4-3 (P)  | Phoenix  |
| 5 mai    | Denver   | 2-6      | Phoenix  |
| 6 mai    | Denver   | 5-4      | Phoenix  |

Les Grizzlies de Denver remportent la série 4 à 1.
| Date     | Visiteur  | Pointage | Receveur  |
| -------- | --------- | -------- | --------- |
| 29 avril | Las Vegas | 1-2 (P)  | Milwaukee |
| 30 avril | Las Vegas | 2-6      | Milwaukee |
| 3 mai    | Milwaukee | 2-3      | Las Vegas |
| 5 mai    | Milwaukee | 3-2 (P)  | Las Vegas |
| 6 mai    | Milwaukee | 3-0      | Las Vegas |

Les Admirals de Milwaukee remportent la série 4 à 1.

### Demi-finales
| Date   | Visiteur    | Pointage | Receveur    |
| ------ | ----------- | -------- | ----------- |
| 12 mai | Kansas City | 4-3 (P)  | Kalamazoo   |
| 14 mai | Kansas City | 5-3      | Kalamazoo   |
| 17 mai | Kalamazoo   | 2-4      | Kansas City |
| 19 mai | Kalamazoo   | 6-5 (P)  | Kansas City |
| 20 mai | Kalamazoo   | 4-3      | Kansas City |
| 23 mai | Kansas City | 1-2 (P)  | Kalamazoo   |
| 24 mai | Kansas City | 7-3      | Kalamazoo   |

Les Blades de Kansas City remportent la série 4 à 3.
| Date   | Visiteur  | Pointage | Receveur  |
| ------ | --------- | -------- | --------- |
| 12 mai | Milwaukee | 4-11     | Denver    |
| 13 mai | Milwaukee | 1-5      | Denver    |
| 18 mai | Denver    | 1-4      | Milwaukee |
| 20 mai | Denver    | 5-3      | Milwaukee |
| 21 mai | Denver    | 5- 2     | Milwaukee |

Les Grizzlies de Denver remportent la série 4 à 1.

### Finale
| Date     | Visiteur    | Pointage | Receveur    |
| -------- | ----------- | -------- | ----------- |
| 26 mai   | Kansas City | 2-3      | Denver      |
| 27 mai   | Kansas City | 3-6      | Denver      |
| 31 mai   | Denver      | 3-2      | Kansas City |
| 1er juin | Denver      | 4-3      | Kansas City |

Les Grizzlies de Denver remportent la série 4 à 0.

## Trophées remis
- Collectifs :
- Coupe Turner (champion des séries éliminatoires) : Grizzlies de Denver.
  - Trophée Fred-A.-Huber (champion de la saison régulière) : Grizzlies de Denver.
- Individuels :
  - Trophée du commissaire (meilleur entraîneur) : Butch Goring, Grizzlies de Denver.
  - Trophée Leo-P.-Lamoureux (meilleur pointeur) : Stéphane Morin, Moose du Minnesota.
  - Trophée James-Gatschene (MVP) : Tommy Salo, Grizzlies de Denver.
  - Trophée N.-R.-« Bud »-Poile (meilleur joueur des séries) : Kip Miller, Grizzlies de Denver.
  - Trophée Garry-F.-Longman (meilleur joueur recrue) : Tommy Salo, Grizzlies de Denver.
  - Trophée Ken-McKenzie (meilleur recrue américaine) : Chris Marinucci, Grizzlies de Denver.
  - Trophée des gouverneurs (meilleur défenseur) : Todd Richards, Thunder de Las Vegas.
  - Trophée James-Norris (gardien avec la plus faible moyenne de buts alloués) : Tommy Salo, Grizzlies de Denver.
  - Ironman Award (durabilité/longévité) : Jean-Marc Richard, Thunder de Las Vegas.
  - Homme de l'année en LIH (implication dans sa communauté) : Mike MacWilliam, Grizzlies de Denver.